# Mireya Moscoso
Pour les articles homonymes, voir Moscoso.
Mireya Moscoso Rodríguez (née le 1er juillet 1946), est une femme d'État panaméenne. Présidente de la république du Panama du 1er septembre 1999 au 1er septembre 2004, elle succède à Ernesto Pérez-Balladares et laisse sa place à Martín Torrijos.

## Biographie

### Jeunesse
Mireya Moscoco est diplômée en design interior de la Miami Dade College, aux États-Unis.

### Présidence de la République
Elle est la veuve du président Arnulfo Arias Madrid. Le 2 mai 1999, pendant les élections générales, elle devient la première femme présidente de la République, après une campagne pour réduire la pauvreté, améliorer l'éducation, et ralentir le processus de privatisation. Elle prend ses fonctions le 1er septembre 1999.
Elle offre l’amnistie au terroriste Luis Posada Carriles, condamné à huit ans de prison pour avoir organisé une tentative d'assassinat de Fidel Castro au Panama.
Elle avait aussi participé aux élections précédentes, en 1994, mais elle avait été défaite par Ernesto Pérez-Balladares du Parti révolutionnaire démocratique. Sa présidence commença avec une énorme popularité et des espoirs de changements[réf. nécessaire].
Elle est critiquée en 2004 lorsque la presse révèle qu'elle a dépensé des centaines de milliers de dollars aux frais de l’État en vêtements et bijoux de luxe pendant sa présidence.